# Ruská měrná soustava
Poslední ruská měrná soustava byla schválena 16. června (4. června podle v Rusku platného juliánského kalendáře) 1899 a platila do zavedení metrické soustavy po revoluci. Navazovala na starší ruské soustavy, ale byla částečně navázána i na anglo-americkou soustavu (základní jednotky délky měly stejnou velikost ale měly jiné dělení a násobky).

## Délkové jednotky
- 1 točka (tečka) = 1/100 palce = 0,254 mm
- 1 linija (čárka) = 1/10 palce = 2,54 mm
- 1 djujm (palec) = 1/12 stopy = 25,39954 mm
- 1 věršok = 1/16 aršinu = 44,44920 mm
- 1 četvěrť = 177,8 mm
- 1 fut (stopa) = 304,79449 mm
- 1 aršín (krok) = 16 věršků = 0,711187 m
- 1 sažeň (sáh) = 7 stop = 3 aršíny = 47 věršků = 2,133561 m
- 1 morskaja sažeň (mořský sáh) = 6 stop = 1,828767 m
- 1 gon (hon) = 160 sážní = 341,37 m (délka, kterou tažná zvířata - pár volů - táhnou pluh bez odpočinku; délka pole - zvířata odpočívají při obrátce)
- 1 versta = 500 sažní = 1,066781 km

## Plošné jednotky
- 1 djujm2 = 6,4516 cm2
- 1 fut2 = 929 cm2
- 1 aršin2 = 50,58 dm2
- 1 sažeň2 = 4,55 m2
- 1 desjatina = 10 925 m2 ≈ 1,1 ha
- 1 versta2 = 1,138 km2

## Váhové jednotky
- 1 dolja = 0,044435 g
- 1 zolotnik = 96 doljí = 4,265745 g
- 1 lot = 3 zlotníky = 12,797236 g
- 1 funt (ruská libra) = 9216 doljí = 409,51156 g
- 1 pud = 40 funtů = 16,38046 kg
- 1 berkovec = 10 pudů = 163,80462 kg

- 1 funt aptěkarskij (lékárnická libra) = 8064 doljí = 358,323 g
- 1 funt aptěkarskij = 96 drachen = 288 skrupulí = 5760 granů

## Objemové jednotky (kapaliny)
- 1 čarka (sklínka) = 1/100 vědra = 0,122989 l
- 1 kružka = 10 čarek = 1,22989 l
- 1 štof = 12,5 čarek = 1,53734 l
- 1 četverť (čtvrt vědra) = 2 štofy = 3,0748 l
- 1 vědro = 8 štofů = 12,29894 l
- 1 bočka (bečka) = 40 věder = 491,957 l

## Objemové jednotky (sypké hmoty)
- 1 časť = 0,0911033 l
- 1 garněc (hrnec) = 36 častí = 3,27972 l
- 1 četverik = 8 garnců = 64/30 vědra = 26,23774 l
- 1 osmina = 4 četverliky = 104,95096 l
- 1 četvert = 2 osminy = 209,90192 l (norma spotřeby osiva na desjatinu)